# Soběšická vrchovina (Drahanská vrchovina)
Soběšická vrchovina je geomorfologický okrsek na jižní Moravě, v severní části Brna. Je součástí podcelku Adamovské vrchoviny, která je částí Drahanské vrchoviny.
Soběšická vrchovina tvoří z velké části zalesněné území na granodioritu brněnského masivu, ohraničené na východě řekou Svitavou a na západě říčkou Ponávkou. Vymezuje tak oblast mezi Šebrovem, Vranovem, Lelekovicemi, Mokrou Horou, Černými Poli, Obřanami, Bílovicemi nad Svitavou a Adamovem.
Velká část vrchoviny je součástí města Brna, nejjižnější území je zcela urbanizováno. Většina Soběšické vrchoviny je však zalesněna (buky, duby, borovice, smrky) a vytváří turistické a rekreační zázemí pro obyvatele Brna. Značné množství pozemků patří Mendelově univerzitě, jež je spravuje skrze Školní lesní podnik Masarykův les Křtiny. V prostoru se také nachází část Lesnického Slavína. Nejvyšším vrcholem je Zavíravá (525 m n. m.) mezi Útěchovem a Vranovem.